# Bassorilievo prospettico

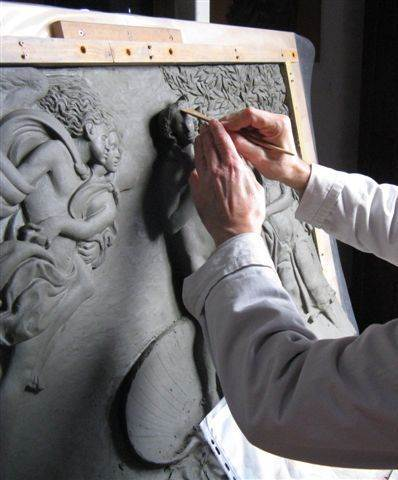
Rifinitura del prototipo in argilla, realizzato artigianalmente, della Nascita di Venere, opera di Sandro Botticelli.

In ambito museale, un bassorilievo prospettico o bassorilievo tattile indica una riproduzione, traduzione e/o adattamento tridimensionale di un'opera d'arte bidimensionale, ad esempio per la fruizione da parte di persone disabili della vista. È uno strumento efficace per accrescere l'accessibilità museale dei musei tradizionali ed è anche utilizzato in svariati musei tattili con finalità pedagogiche.

## Descrizione
Il bassorilievo prospettico è una tipologia di manufatto che ha origini nel Rinascimento fiorentino e la cui caratteristica peculiare è la presenza del sottosquadro, ovvero di profili staccati dal piano di posa, corrispondenti in forma plastica alle qualità estetiche del disegno, alle linee di contorno e ai volumi dei corpi.
Tecnicamente, questo tipo di bassorilievo è realizzato da scultori specializzati in maniera completamente artigianale, mutuando le regole della rappresentazione spaziale prospettica fiorentina, regole convertite in valori tattili. A partire dall'immagine ridimensionata dell'opera viene realizzato il prototipo in argilla, da cui si ricava uno stampo in gomma siliconica che funge a sua volta da matrice per i bassorilievi in gesso alabastrino o in resina bianca.
Tutte le informazioni relative alle composizioni pittoriche, rese leggibili al tatto, escludono la nozione di colore, che è possibile richiamare alla memoria nelle persone non vedenti tardive o acquisite e comunque comunicabile anche alle persone ipovedenti per mezzo di riproduzioni fotografiche ingrandite o di strumenti tiflotecnici e tiflodidattici quali i video-ingranditori.

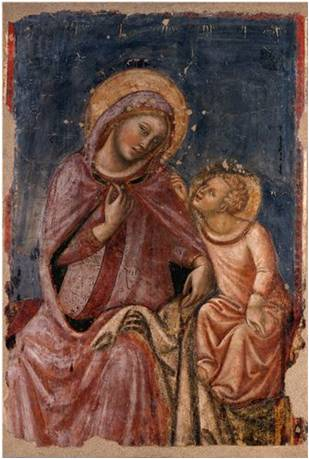
Vitale da Bologna, Madonna del ricamo, 1330-1340 (coll. Museo della storia di Bologna)
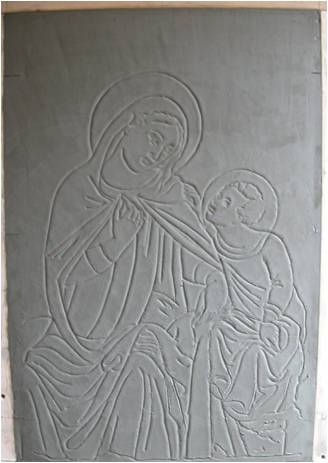
Disegno inciso sul piano in argilla, raffigurante le principali linee strutturali dell'immagine
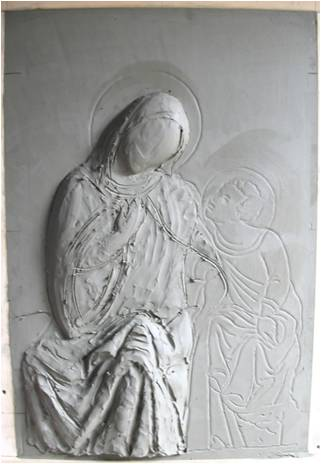
Costruzione plastica del prototipo sul piano in argilla
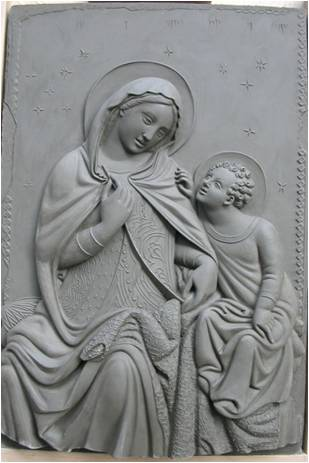
Prototipo in argilla terminato e rifinito nei particolari
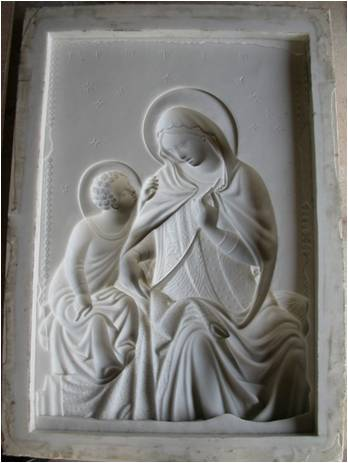
Stampo in gomma siliconica ricavato dal prototipo in argilla
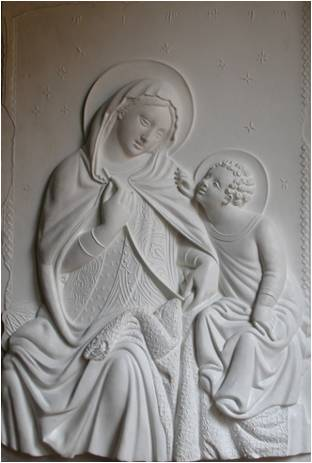
Bassorilievo in gesso alabastrino (calco ricavato dallo stampo in gomma siliconica)
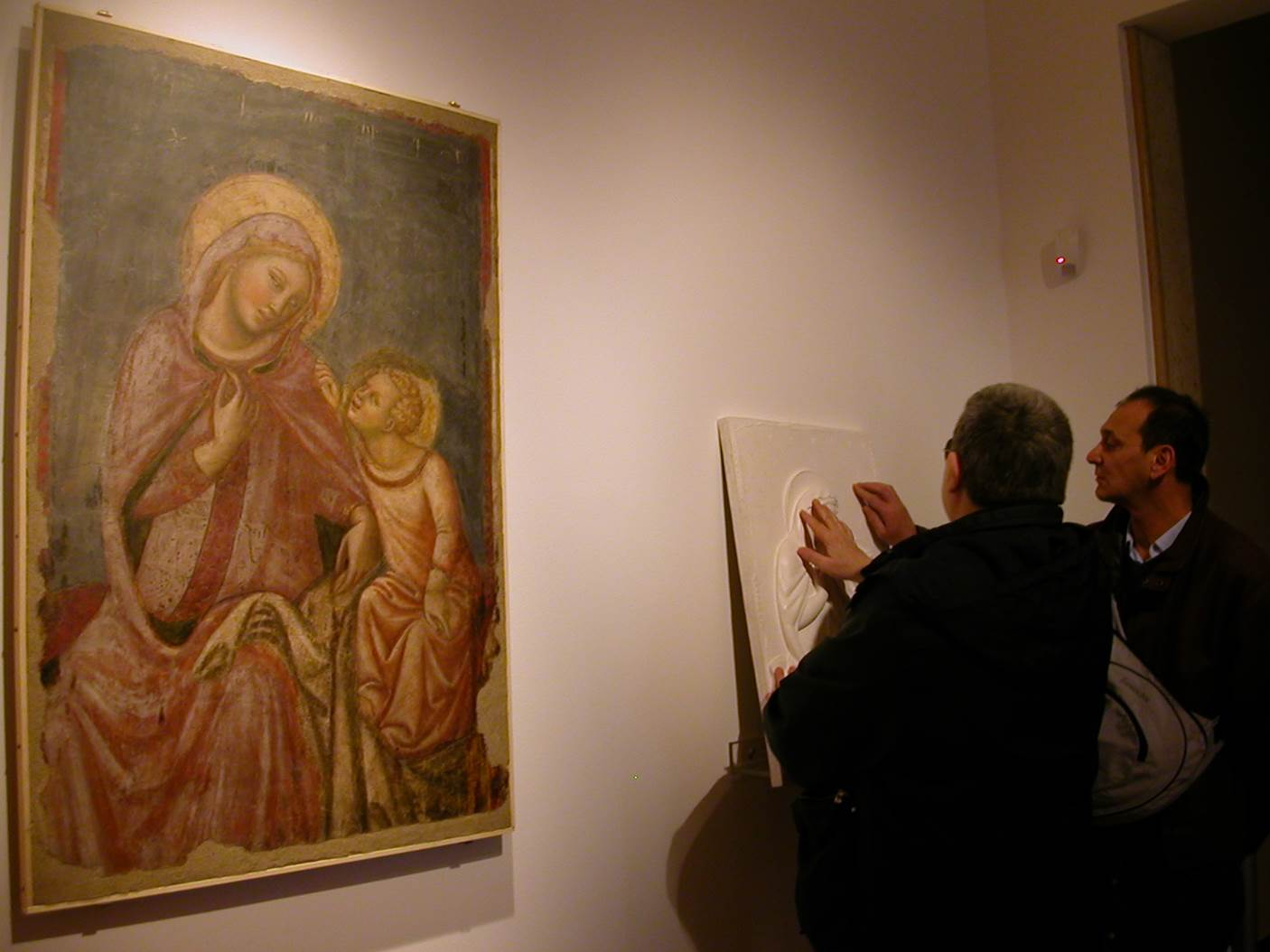
Due guide non vedenti del Museo tattile Anteros impegnate nello studio del bassorilievo prospettico raffigurante il dipinto.